# Кошель Олексій Миколайович
Олексі́й Микола́йович Ко́шель (18 липня 1973) — громадський діяч, політичний експерт. Доктор історичних наук (2023).

## Біографічні відомості
1990—1995 рр. навчався на історичному факультеті Кам'янець-Подільського педагогічного інституту (Кам'янець-Подільський національний університет ім. Івана Огієнка).
Стажування — Академії Середнього Заходу (1995 р., США), Академія Клаузенгоф (2003 р., Німеччина).
Доктор історичних наук («Духовенство Правобережної України в національно-культурному і духовно-освітньому відродженні (друга половина XIX – початок XX ст.)», Чернівецький національний університет ім. Юрія Федьковича, 2023 р.).
1996—2005 рр. — керівник прес-служби Комітету виборців України, головний редактор газети КВУ «Точка зору» та серії збірників аналітичних матеріалів «Нова влада», заступник голови правління КВУ.
2005—2006 — завідувач відділу Головної аналітичної служби Секретаріату Президента України.
2006—2009 — директор аналітичного центру «Рада».
2005—2009 — старший викладач кафедри політології Національного університету «Києво-Могилянська академія».
2013—2014 — голова Правління Комітету виборців України.
2014 — генеральний директор Комітету виборців України.
Член ради з питань національної єдності при Президентові України, член Виборчої Ради UA.
Дійсний член Центру дослідження історії Поділля Інституту історії України НАНУ при Кам'янець-Подільському національному університеті.
Державний службовець 4-го рангу (2005 р.).

## Автор книг
- Духовенство Правобережної України в національно-культурному і духовно-освітньому відродженні (друга половина XIX – початок XX ст.) : монографія. 2022 р.
- Методологічні основи моніторингу діяльності органів державної влади та місцевого самоврядування/ Упорядники Дуда А. В., Кошель О. М. 2005 р.
- Чеченський прецедент: криза великих систем (1997, у співавторстві),
- Між церквою і наукою. Історичний нарис діяльності Подільського церковного історико-археологічного товариства (1865—1920) (1999).
- Капличка для янголів. Збірка поезій. 2003 р.
- Як перемогти на місцевих виборах 2006 р. (у співавт.). 2006 р.
- Епістолярна спадщина Євтима Сіцінського. 2013 р.
- Постаті в листах. Листування Євтима Сіцінського з діячами українського національного відродження (у співавт.). 2014 р.

Автор понад 50 наукових статей.